# Joseph Nikolaus De Vins
Joseph Nikolaus De Vins (Mantova, 1732 – Vienna, 28 settembre 1798) è stato un generale austriaco al servizio della monarchia asburgica.

## Biografia
De Vins era figlio di un generale austriaco ucciso nella battaglia di Piacenza del 1746.
Dopo aver partecipato alla Guerra dei sette anni dove fu decorato al valore, fu promosso generale nel 1773 e ricoprì diversi importanti incarichi alle frontiere militari.
Capo di un corpo d'armata indipendente in Croazia durante la guerra austro-turca, combatté poi contro i francesi e comandò gli eserciti uniti del Piemonte e dell'Austria dal 1792 al 1795. Sebbene riuscì in questo periodo a tenere sotto controllo i suoi avversari, la sua inerzia e i suoi problemi di salute gli impedirono di riconquistare i territori persi dai piemontesi. Ironia della sorte, il giorno dopo la sua partenza, i francesi presero l'offensiva e inflissero una grave sconfitta al suo successore nella battaglia di Loano.
Dal 1784 fino alla sua morte, De Vins fu proprietario (Inhaber) di un reggimento di fanteria austriaca.